# Les Gunyoles
|  | Per a altres significats, vegeu «les Gunyoles (la Secuita)». |

Les Gunyoles és una localitat pertanyent al municipi d'Avinyonet del Penedès, situada sobre un pujol a l'est de la carretera N-340 i a un km de la capital municipal, actualment denominada Avinyó Nou, l'altitud màxima del qual és de 350 msnm. La seva població l'any 2013 és de 323 habitants.

## Evolució del topònim
Des de l'aparició de la primera referència, el nom de les Gunyoles va anar patint modificacions fins a arribar al topònim de la població tal com avui el coneixem. Hem de pensar que els primers noms són en llatí i que van anar evolucionant fins al català actual.
- Cegunioles 972
- Cegugolas 978
- Cegonnelas 1035
- Cegunolas 1056
- Ceguinolas 1085
- Segunoles 1198
- Gunyoles 1365/1370
- Guñolas 1948

El seu nom pot procedir, segons alguns autors, del llatí ciconia: màquina destinada a extreure aigua dels pous, o bé del llatí cuneolus: terme militar d'una disposició en forma de tascó, o, la més acceptada ciconioles: petites cigonyes.; Etimologia del topònim:
1. Del llatí ciconia: màquina destinada a treure aigua dels pous.
2. Lloc on hi havia cigonyes (es dona el cas que en l'estendard de la Societat Coral La Roca tenia com a ensenya el dibuix d'una cigonya posada dalt d'una roca).
3. Del llatí cuneolus: diminutiu de cuneus, terme militar d'un dispositiu triangular en forma de falca.

## Història

### Època ibera
S'estima que en les rodalies de les Gunyoles va haver-hi presència ibera cossetana, donada la seva proximitat a les restes arqueològiques del Turó de la Font de la Canya (segle VII aC a segle III aC), Puig del Pi del Barba i la quadra de Santa Susanna. Tanmateix la influència de la propera Olèrdola durant els  segles V aC al II aC fa pensar en assentaments més o menys permanents.
Ja que l'assentament del Turó de la Font de la Canya era un important centre d'emmagatzematge i distribució de mercaderies, distant només 1,5 km de les Gunyoles, fa pensar que va haver-hi població ibera més o menys important. També el fet que en el nucli antic no és infreqüent la troballa de sitges antigues.

### Època romana
A la fi del segle III aC durant la II Guerra Púnica els romans van desembarcar a Emporion (Empúries) per quedar-se en la península Ibèrica i van iniciar la seva expansió pel mediterrani peninsular. Per a això era vital garantir la rapidesa de subministraments i tropes el que va fer que es construïssin importants vies de comunicació que aprofitaven antigues rutes que ja usaven els ibers. Al segle I aC l'emperador Gai Juli Cèsar Octavià concedeix la capitalitat de la Hispània Citerior a la ciutat de Tàrraco (Tarragona), millorant la vella Via Hercúlia que va ser canviada el nom com a Via Augusta en el seu honor. Potser més important en trànsit per la zona del Penedès va ser una via secundària: la Via Mercadera, que partia de la porta decumana de Bàrcino (Barcelona) i dirigint-se cap a Ilerda (Lleida) discorria per Olesa de Bonesvalls i per les rodalies de les Gunyoles. Existeixen importants vestigis d'aquesta època a les Gunyoles: una torre romana i un mil·liari anepígraf (dins una propietat particular).

### Edat mitjana
El primer document escrit on apareix el nom de les Gunyoles data de l'any 971. L'any 977 trobem un document que, mitjançant el matrimoni amb Quixol, filla de Mir de les Gunyoles, Sunyer hauria rebut de mans del seu sogre les terres de Massalliga. Hi ha un document del terme del castell d'Olèrdola de l'any següent, el 978, on es fa esment del castell de les Gunyoles. Diu així Deco empenyora a Amado una terra en el terme del castell d'Olerdula, al lloc de Cegugoles, passant a pertànyer al comtat de Barcelona fins que, a la mort de Berenguer Ramon I cap al 1035 passa a mans del seu fill Sanç d'Olèrdola com a comte del Penedés. Aviat, el jove Comte de Barcelona Ramon Berenguer I intentà exercir la seva supremacia, la qual cosa provocà una sèrie de revoltes dels barons del Penedès, amb el noble Mir Geribert al capdavant, el qual s'autoerigia Príncep del Penedès l'any 1041. En el 1049 en Ramon Berenguer I obligà a renunciar al seu germà Sanç a l'herència encara que continuà enfrontat amb Mir Geribert fins a l'any 1058 en què fan les paus. Així doncs el Penedès passa a formar part de comtat de Barcelona i queda unificada la totalitat de Barcelona, Girona i Osona. Se sap que entre els segles xi i xiii existia un vincle entre el monestir de Sant Sebastià dels Gorgs (fundat per Mir Geribert) i les Gunyoles atès que el monestir tenia possessions a les Gunyoles. A mitjan segle xii fan la seva aparició a les Gunyoles els templers, que, en terrenys cedits del castell d'Avinyó, construeixen una casa, coneguda actualment com a Cal Candi i situada al costat de l'església actual erigida en el lloc que va ocupar l'original templera. Quan l'orde del Temple fou suprimit, les propietats van ser transferides a l'orde de l'Hospital de Sant Joan i sota administració de la Corona d'Aragó. L'any 1447 diversos nuclis de població, entre els quals es trobava les Gunyoles, acorden constituir-se en municipi. Neix el comú d'Avinyonet on el conseller en cap o alcalde era triat d'entre una terna, per nomenament.

### Edat Moderna
No es coneixen fets històrics importants després de la creació del municipi, malgrat fets importants que van afectar tot el Penedès, com poden ser la Guerra dels Segadors i també la Guerra de Successió Espanyola. Malgrat això, la construcció d'una mansió senyorial d'estil gòtic, Can Rialb, edificada entre els segles xiv i xv prop de la torre romana i on es trobava una edificació documentada l'any 980, fa suposar que la població començava a ser significativa. També la construcció de la nova l'església parroquial, datada l'any 1776, indica que el culte tenia suficient importància.

### Edat contemporània
Malgrat els successos tan transcendentals com la Guerra del Francès i les diferents Guerres Carlistes, que van afectar només de passada a les Gunyoles, la població augmenta considerablement fins que l'arribada de la plaga de la fil·loxera l'any 1887 acaba amb el seu cultiu principal de la vinya. Entre 1889 i 1900 la majoria de ceps ja havien estat replantats amb l'anomenat peu americà resistent a la plaga. No obstant això l'èxode d'habitants, com en tot el Penedès, ja no va tenir aturament, estancant-se la població fins a passada la Guerra Civil. Durant la Guerra Civil la població va ser bombardejada, afortunadament sense víctimes, tot i que aproximadament durant un mes va estar estacionada la 14 Brigada descansant abans de dirigir-se a la batalla de l'Ebre. El 21 de gener de 1939 la localitat va ser envaïda per l'exèrcit nacional, el qual va passar la nit abans de dirigir-se cap a Barcelona per a l'assalt final. L'any 1943 va haver-hi una epidèmia de tifus que va afectar el vint per cent de la població, pel fet que els seus habitants es nodrien d'aigua d'una bassa. Els veïns, amb esforços propis, van començar una sèrie d'obres que han motivat que se'ls reconegui per la seva forta cohesió social: canalització d'aigua des d'un aljub (1944), construcció de fonts públiques (1945), construcció de la carretera -actual BV2411- (1948) i edificació del local social (1984) entre d'altres.

## Cultura
La majoria d'habitants adults de les Gunyoles formen part de la Societat La Torre, fundada en 1915, i que aglutina totes les activitats culturals del poble. Anteriorment, l'any 1907, va ser creada la seva antecessora la Societat Coral La Roca, que ja comptava amb uns 70 socis, tots masculins i que va ser la impulsora de la nova societat. En l'actualitat a les Gunyoles hi ha grups permanents de teatre, diables (amb la bèstia de foc la Segunola), coral, ball de gitanes, batucada i bastoners.

### Pessebre vivent parlat

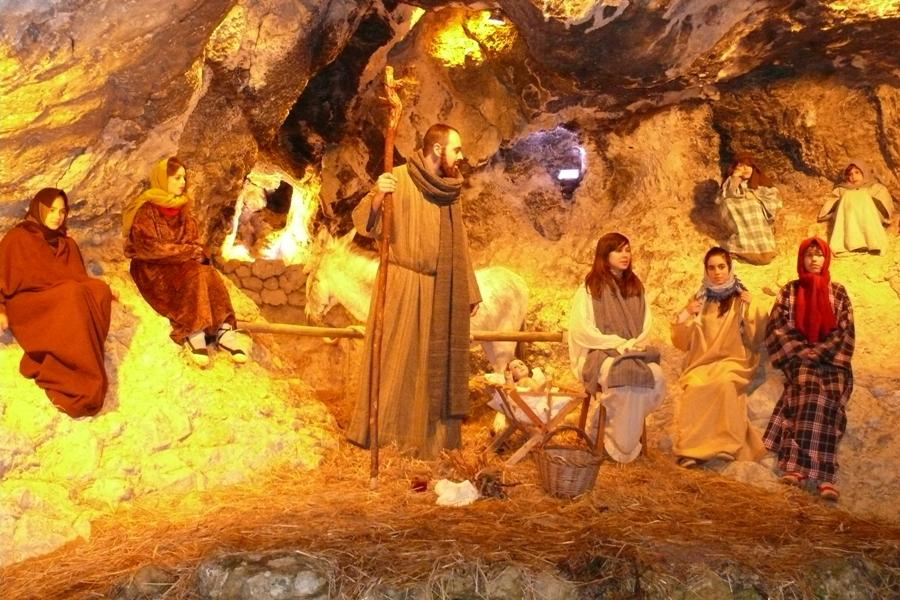
Pessebre vivent les Gunyoles

L'any 1976 una sèrie de joves, que havien estat interpretant l'obra teatral nadalenca Els Pastorets en el local parroquial, prenen la iniciativa de traslladar l'obra a l'aire lliure, escenificant quadres en un recorregut pel nucli antic. Allà va néixer el primer pessebre vivent parlat de Catalunya. Actualment l'espectacle, de gran bellesa visual, transcorre pel paratge natural de la Serra de les Gunyoles i consta de 15 quadres escènics amb decorats. En ell participen més de 150 persones i pràcticament totes les famílies tenen actors o figurants en l'obra.

## Esports
Tradicionalment l'esport més practicat ha estat el futbol, encara que en l'actualitat també el ciclisme de muntanya i l'atletisme és practicat pels joves. L'any 2006 es crea un grup excursionista el qual segueix consolidat. Des del 2008 existeix un circuit de BTT amb tres recorreguts de diferent dificultat. Des de la dècada de 1970 hi ha hagut una gran afició al motociclisme de muntanya i molts joves de l'època practicaven assíduament l'especialitat del trial.

### Trial de les Gunyoles
L'any 1978, un grup de joves practicants del trial van decidir organitzar una prova, no federada, integrada en les activitats de la festa major. El rotund èxit de participació els va animar a seguir celebrant la prova en els anys següents. La població sempre ha estat una entusiasta d'aquest esport i els seus habitants han col·laborat en massa durant les celebracions. L'any 1981 s'organitza el primer trial federat. La prova es va seguir celebrant encara que ja interrompudament. El 2001 uns veïns del municipi obren una tenda de motocicletes especialitzada en el trial. Això porta a un renaixement d'aquestes proves i se celebren diverses proves oficials del campionat de Catalunya, amb enorme èxit de participació. L'any 2005 se celebra una prova del campionat estatal a la qual acudeixen els millors pilots del món.

## Llocs d'interès

### La Torre Romana

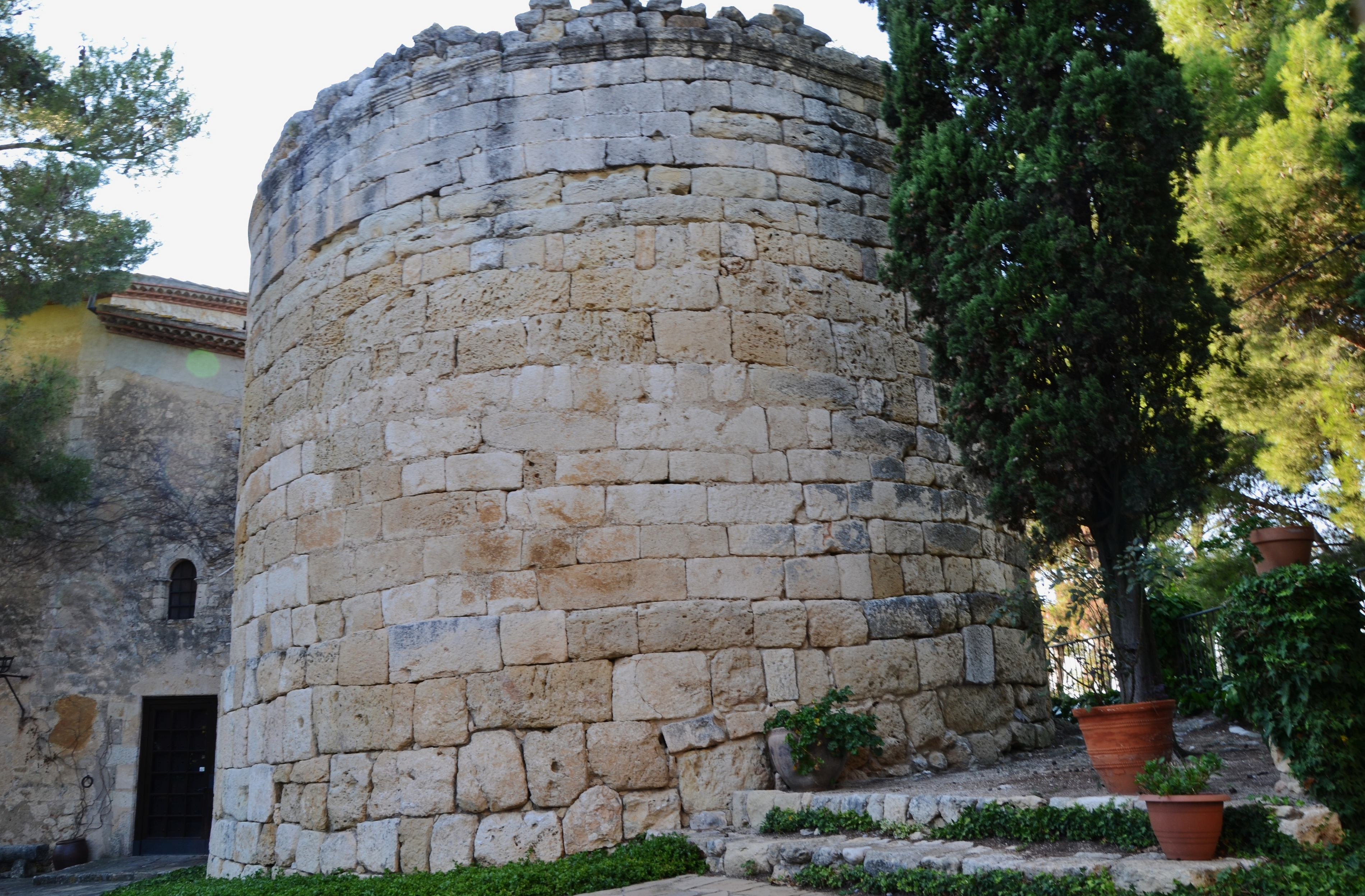
Torre romana de les Gunyoles

La Torre Romana està situada en el nucli antic, a l'extrem d'una propietat privada, perfectament visible des de l'exterior de la finca i que està datada segons els propietaris al segle ii aC encara que possiblement pertanyi a l'època Augusta. Probablement es va tractar d'una torre de vigilància i, que segons algunes opinions, també va tenir un ús funerari. La seva planta circular mesura 9 metres de diàmetre i actualment té una altura de 5,5 metres. Se sap que en 1879 la torre tenia una altura d'11 metres.

### El nucli antic
Conjunt urbà als voltants de la Plaça de l'Església, de gran interès patrimonial, amb construccions majoritàriament dels segles xvii i xviii, carrers empedrats i elements de forja. La torre romana i la casa senyorial de Can Rialb es troben dins d'aquest conjunt.

### Mirador del Puig de la Mireta
Construït en 2014, se situa darrera del pujol del cementiri i la seva singularitat rau en el fet que té vistes a 360 graus, podent-se observar des d'aquest punt tota la plana del Penedès, el mar, la muntanya de Montserrat, etc.

### Circuit de BTT
Senyalitzat en 2007, parteix del local social i també té al meteix lloc el seu final. Es compon de tres rutes diferenciades per la seva dificultat, de 6 i 17 km

### Personatges il·lustres
- Bernat Domènech de Ceguirole: frare templer del segle xii, comendador de Tortosa
- Jaume Ferrer i Bassa de Cesgunyoles (1285-1348): famós pintor de retaules
- Ramón Puig i Bosch (n. 1877): poeta i costumista
- Pau Vendrell (n. 1875): poeta
- Carles Surià (1900-1991): missioner i poeta